# Cyprien Gaillard
Cyprien Gaillard (* 1980 in Paris) ist ein derzeit in Berlin lebender Künstler.
Bis 2005 besuchte er die École cantonale d’art de Lausanne in der Schweiz. Gaillard nutzt unterschiedliche künstlerische Medien wie Film, Video, Fotografie, Skulptur und Performance.

## Werk

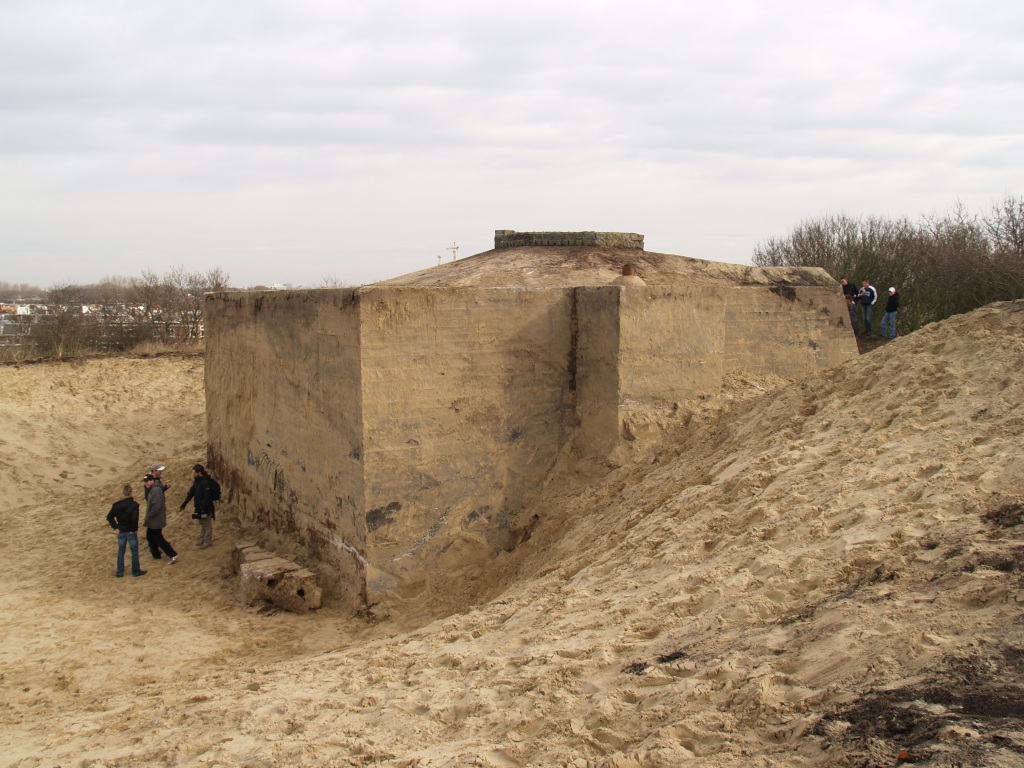
Dunepark von Cyprien Gaillard

Die meisten Werke Gaillards entstehen draußen, an speziellen Orten, weshalb er oftmals als Land- bzw. Field-Artist bezeichnet wird. Gaillard möchte jedoch nicht als romantizistischer Vertreter dieses Genres angesehen werden, da es ihm bei seinen Arbeiten nicht um die Schönheit von Landschaften, Gebäuden etc. geht. Dabei beschäftigt er sich unter anderem mit dem „Verhältnis von Architektur und Natur sowie der ungleichen Wertschätzung von historischen und modernen Bauwerken.“ Letzteres zeigt sich vor allem in seinem Projekt Parc aux ruines. Seine Idee ist es, an verschiedenen Orten auf der Welt Skulpturen und Ähnliches aus den Trümmern abgerissener Gebäude zu bauen. So besteht seine La grande allée du Château de Oiron etwa aus den Überresten eines Wohnturms in Issy-les-Moulineaux und der von ihm errichtete Obelisk Cenotaph to 12 Riverford Road, Pollokshaw, Glasgow 2008 aus Teilen ehemaliger Glasgower Gebäudekomplexe. Ebendiese fotografierte er auch für seine Fotoserie Working in a State of Emergency. Vor allem der Umgang mit architektonischem Erbe, wie im Falle Glasgows die gescheiterten sozialen Wohnprojekte der 1960er und 1970er Jahre, sowie die ihrerzeit damit verbundenen utopischen Ideale, scheinen ihm bei diesen Projekten wichtig gewesen zu sein. Zudem ist Gaillard von Gebäudeabrissen und der modernistischen Architektur der Nachkriegszeit fasziniert. Gaillard wird oft ein „archäologische[r] Blick […] auf Natur und Architektur“ attestiert, welcher sich unter anderem in seinen Fotoserien Geographical Analogies (2006 bis 2010) und Fields of Rest manifestiert.
Gaillard ist eng mit dem französischen Musiker Koudlam befreundet, mit dem er bereits Performances darbot und für dessen Alben er die Cover gestaltete.

### Skulpturen und Installationen
- 2007: Homes & Graves & Gardens # 1
- 2007: Homes & Graves & Gardens # 2
- 2008: La grande allée du Château de Oiron
- 2008: The Arena and the Wasteland (im Skulpturenpark Berlin-Zentrum)
- 2008: Le canard de Beaugrenelle (in Neue Nationalgalerie, Berlin)
- 2008: Cenotaph to 12 Riverford Road, Pollokshaw, Glasgow 2008
- 2009: Dunepark (in Scheveningen)
- 2021: Frankfurter Schacht (Taunusanlage in Frankfurt am Main)

### Fotoserien
- 2005: Belief in the Age of Disbelief (Radierungen)
- 2006: Geographical Analogies
- 2007: Color Like No Other
- 2007: Working in a State of Emergency
- 2008: Cairns
- 2008: Field of Rest
- 2008: The New Picturesque

### Filme
- 2003/2004: Real Remnants of Fictive Wars I - V
- 2007: The Lake Arches
- 2007: Desniansky Raion
- 2007: Color Like No Other
- 2008: Crazy Horse
- 2009: Pruitt-Igoe Falls
- 2009: Cities of Gold and Mirrors
- 2015: Nightlife

### Bibliografie
- 2010: Cyprien Gaillard: Geographical Analogies (Buch zur Fotoserie), JRP Ringier, Juni 2010.
- 2010: Palms won't grow here and other myths. John Divola und Cyprian Gaillard. Ausstellungskatalog, Hrsg. Laura Bartlett Gallery, London
- 2009: Pittoresk. Buch zur Ausstellung, Hrsg. Marta Herford gGmbH, ISBN 978-3-938433-16-4

## Ausstellungen

### Einzelausstellungen (Auswahl)
- 2004: It’s Just Me and My Brother, Nuit d’Encre, Paris
- 2005: One Shot By, Galerie Nuke, Paris
- 2006: The Lake Arches, Laura Bartlett Gallery, London
- 2007: Desniansky Raion, Bugada & Cargnel (Cosmic Galerie), Paris
- 2007: Pentagone, L’Atelier du Jeu de Paume, Paris
- 2007: Art Unlimited, Art Basel, Basel, mit Bugada & Cargnel (Cosmic Galerie), Paris and Art & Public, Genf
- 2007: Homes & Graves & Gardens, Centre International d’Art et du Paysage (International Center of Art and Landscape), île de Vassivière (kuratiert von Chiara Parisi)
- 2007: Real Remnants of Fictive Wars V, Musée des Beaux-Arts et d’Archéologie, Besançon im Zuge der Ausstellung La Mélancolie dans les ruines
- 2008: Real Remnants of Fictive Wars I, Centre d’art Les Eglises, Chelles
- 2008: Le canard de Beaugrenelle, Centre d’art contemporain de Brétigny, Brétigny-sur-Orge
- 2008: Glasgow 2014, Hayward Gallery Project Space, London (kuratiert von Tom Morton)
- 2008: Museum Complex of Santa Maria della Scala, Siena
- 2009: Pruitt-Igoe Falls, Media Test Wall, MIT List Visual Arts Center, Cambridge
- 2009: Sprüth Magers, Berlin
- 2009: Sedimented Landscapes, Laboratorio 987, MUSAC, Museo de Arte Contemporáneo de Kastilien und León
- 2009: Cities of Gold and Mirrors, Proyectos Monclova, Mexiko-Stadt
- 2009: Pruitt-Igoes Falls, Kunsthalle Fridericianum, Kassel
- 2009: Beton Belvedere, Stroom Den Haag
- 2009: FRAC Champagne-Ardenne, Reims
- 2010: Wexner Center for the Arts, Ohio
- 2010: Obstacle to Renewal, Kunsthalle Basel
- 2010: The Berlin Archive 2009-10, 032c workshop, Berlin
- 2010: MCA 13, Cyprien Gaillard, Malta Contemporary Art, Valletta
- 2010: Cyprien Gaillard, Museum für Moderne Kunst (MMK), Frankfurt am Main
- 2010: Cyprien Gaillard, Mario Garcia Torres, Hirshhorn Museum and Sculpture Garden, Washington
- 2011: Bugada & Cargnel, Paris[6]
- 2011: Cyprien Gaillard. The Recovery of Discovery, KunstWerke, Berlin
- 2015: Cyprien Gaillard. Where Nature runs Riot, Sprüth Magers Galerie, Berlin
- 2018 Cyprien Gaillard. Roots Canal, Museum Tinguely, Basel

### Gruppenausstellungen (Auswahl)
- 2009: Younger Than Jesus im New Museum in New York
- 2010: Zwei-Personen-Ausstellung im Hirshhorn Museum, Washington, D.C.
- 2014: Beyond Architecture (1950–2014) - Karl Hugo Schmölz, Irmel Kamp u. a. Die Möglichkeiten künstlerischer Betrachtung von Architektur innerhalb exemplarisch fotografischer Positionen., Neuer Aachener Kunstverein in Kooperation mit der RWTH Aachen und der FH Aachen.[7]
- 2016: Zwei-Personen-Ausstellung mit Agnes Martin: Nightlife, Kunstsammlung Nordrhein-Westfalen K20, Düsseldorf.[8]

## Auszeichnungen
- 2005: Aide à l’édition, Arcadi
- 2006: Aide individuelle à la création, DRAC Ile de France
- 2007: Prix Audi Talent Awards
- 2008: Prix Academie Les David
- 2010: Prix Marcel Duchamp
- 2010: Karl-Ströher-Preis
- 2011: Preis der Nationalgalerie für junge Kunst, Berlin[9]